# Otto Falkenberg
Otto Gabriel Grubbe Dietrichson Falkenberg (ur. 9 stycznia 1885 w Stjørdal, zm. 21 lipca 1977 w Oslo) – norweski żeglarz, olimpijczyk, zdobywca złotego medalu w regatach na Letnich Igrzyskach Olimpijskich w 1920 roku w Antwerpii.
Na Letnich Igrzyskach Olimpijskich 1920 zdobył złoto w żeglarskiej klasie 10 metrów (formuła 1919). Załogę jachtu Mosk II tworzyli również Charles Arentz, Willy Gilbert, Robert Giertsen, Arne Sejersted, Halfdan Schjøtt i Trygve Schjøtt.